# Clara-Schumann-Gymnasium Lahr
Das Clara-Schumann-Gymnasium (CSG) in Lahr/Schwarzwald ist ein Gymnasium in staatlicher statt kommunaler Trägerschaft. Ein Internat ist angeschlossen. Es befindet sich in einem denkmalgeschützten Gebäude.

## Geschichte des Gebäudes
In über 100 Jahren seit dem Bau des Gebäudes durchlebte es eine wechselvolle Geschichte. Das Gebäude wurde in der Zeit von 1910 bis 1912 als Großherzögliches Lehrerseminar gebaut und diente dann bis 1923 als „Badisches Lehrer-Vorseminar“. Hiernach war es dann bis 1929 eine vierstufige Aufbau-Realschule für Jungen und später eine Aufbau-Oberrealschule, bei der auch das Abitur abgelegt werden konnte. 1937 erfolgte eine Umbenennung in „Boelke-Schule“, eine Oberschule für Jungen. Während des Zweiten Weltkriegs diente das Gebäude von 1942 an als reine Lehrbildungsanstalt für Jungen, 1944 als eine Lehrbildungsanstalt für Mädchen. Nach Kriegsende war es ein Jahr lang eine Oberrealschule. Ab 1946 diente es als „Pädagogium“, einer Lehrbildungsanstalt für Jungen und Mädchen, bevor es nur zwei Jahre später erneut umbenannt wurde. Bis 1951 war es das „Max-Planck-Gymnasium Lahr“. Nun diente es bis 1994 als Aufbaugymnasium in 6-jähriger Form, bevor es dann 1994 in den noch heute bestehenden Namen Clara-Schumann-Gymnasium Lahr umbenannt wurde. 1997 nahm die Schule zum ersten Mal eine fünfte Klasse auf und gehörte somit zu den ersten Gymnasien in Deutschland mit achtjährigem Gymnasialzug. Seit dem Schuljahr 2013/14 wurde das Gebäude zudem durch einen nicht mit dem Hauptgebäude verbundenen Anbau erweitert.

## Das Gymnasium heute
Heute ist die Schule ein allgemeinbildendes Gymnasium mit achtjährigem Gymnasialzug (G8), einem siebenjährigen Aufbauzug ab Klasse 7, einem dreijährigen Aufbauzug (nach den mittleren Bildungsabschlüssen) und einem Internat mit insgesamt etwa 450 Schülern. Das Internat hat 45 Plätze. Die Schule hat ein Musik- und Naturwissenschaftliches Profil.